# Satoshi Tsunami
Satoshi Tsunami (født 14. august 1961) er en japansk fodboldspiller.

## Japans fodboldlandshold
| Japans landshold | Japans landshold | Japans landshold |
| År               | Kmp              | Mål              |
| ---------------- | ---------------- | ---------------- |
| 1980             | 3                | 0                |
| 1981             | 7                | 0                |
| 1982             | 8                | 0                |
| 1983             | 10               | 0                |
| 1984             | 5                | 0                |
| 1985             | 7                | 0                |
| 1986             | 5                | 2                |
| 1987             | 10               | 0                |
| 1988             | 0                | 0                |
| 1989             | 0                | 0                |
| 1990             | 0                | 0                |
| 1991             | 0                | 0                |
| 1992             | 10               | 0                |
| 1993             | 10               | 0                |
| 1994             | 0                | 0                |
| 1995             | 3                | 0                |
| Total            | 78               | 2                |